# Prins Clausbrug (Dordrecht)

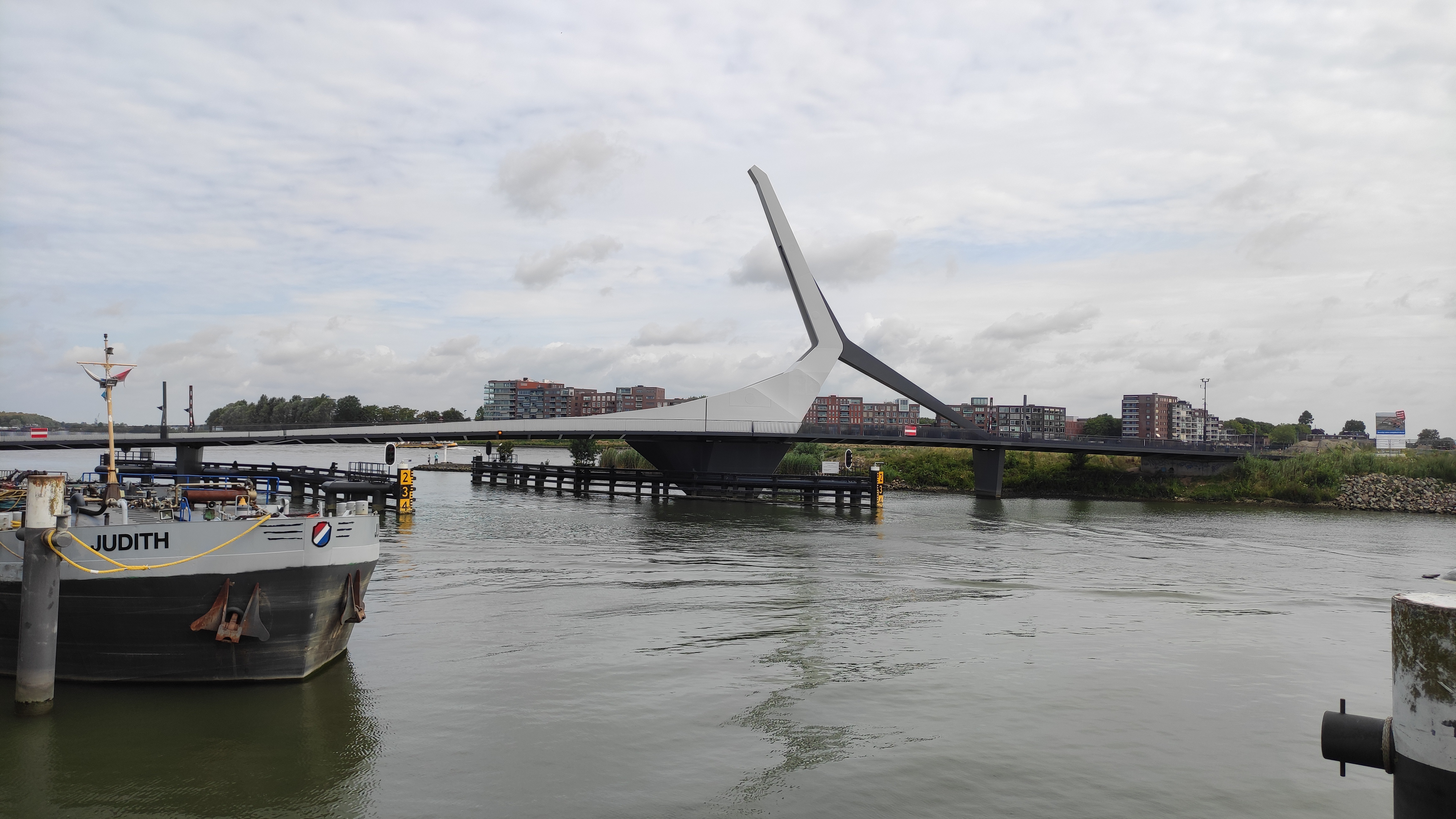
Prins Clausbrug

De Prins Clausbrug is een 141 meter lange basculebrug over het Wantij bij de Zuid-Hollandse stad Dordrecht. Deze fiets- en wandelbrug verbindt het centrum met de nieuwbouwwijk Stadswerven. De brug werd ontworpen door René van Zuuk en geopend door prinses Beatrix op 26 oktober 2021.
De Prins Clausbrug is diagonaal over het water geplaatst. Het maakt de brug langer dan strikt noodzakelijk, maar de route van Stadswerven naar het centrum is hierdoor wel korter en logischer. De brug hangt vijf meter boven het water. Het beweegbare deel is vijftig meter lang en gesplitst in twee paden, elk van een zijde van de mast. Omdat het contragewicht niet in een 'bak' onder de brug geplaatst mocht worden, is deze aan de mast bevestigd.